# دووسک

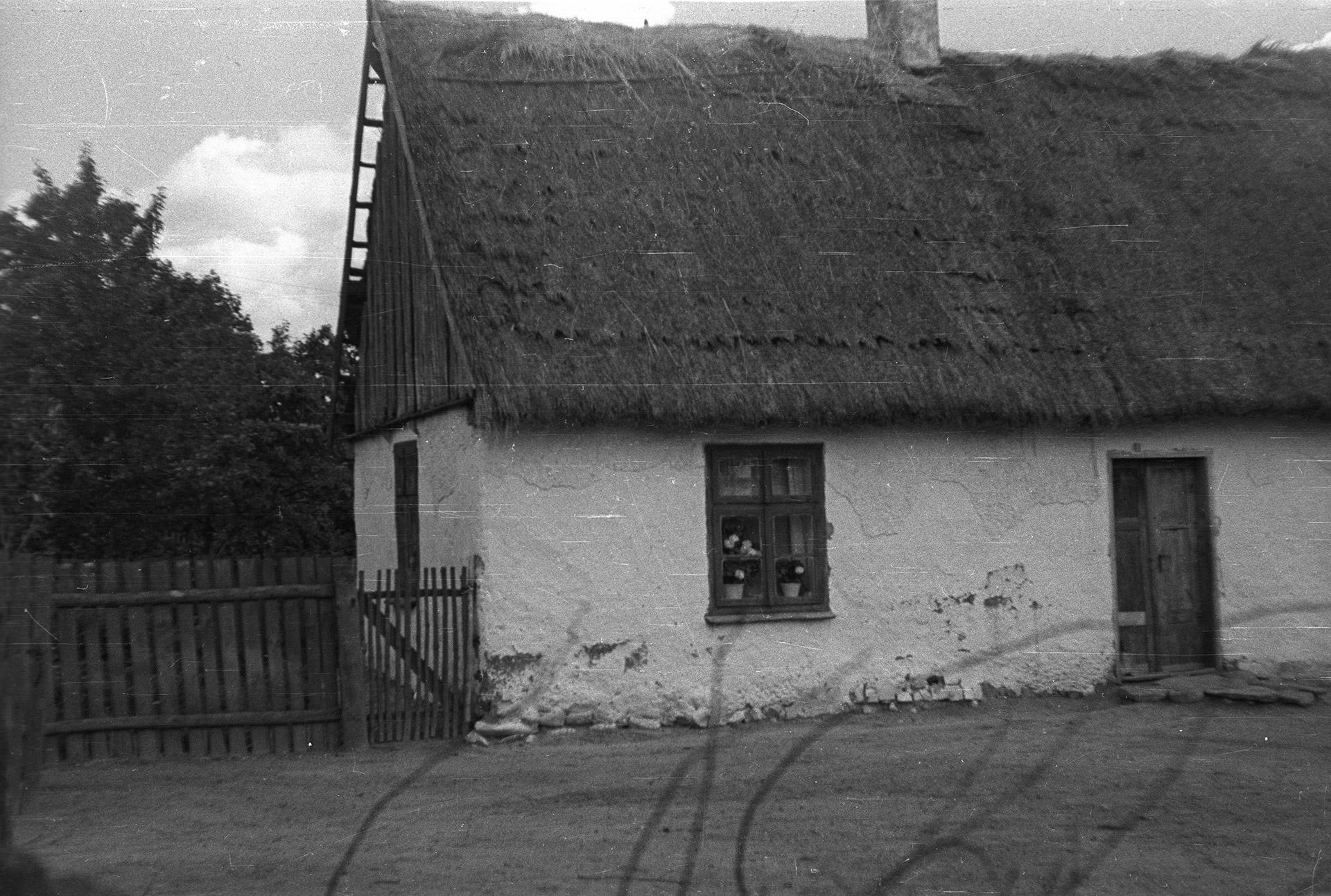
روستا دووسک

دووسک (به لهستانی:  Dłusk) یک روستا در لهستان است که در گمینا پزدره واقع شده‌است.